# Büren
Büren je obec ve švýcarském kantonu Solothurn. Žije zde přibližně 1 000 obyvatel.

## Geografie

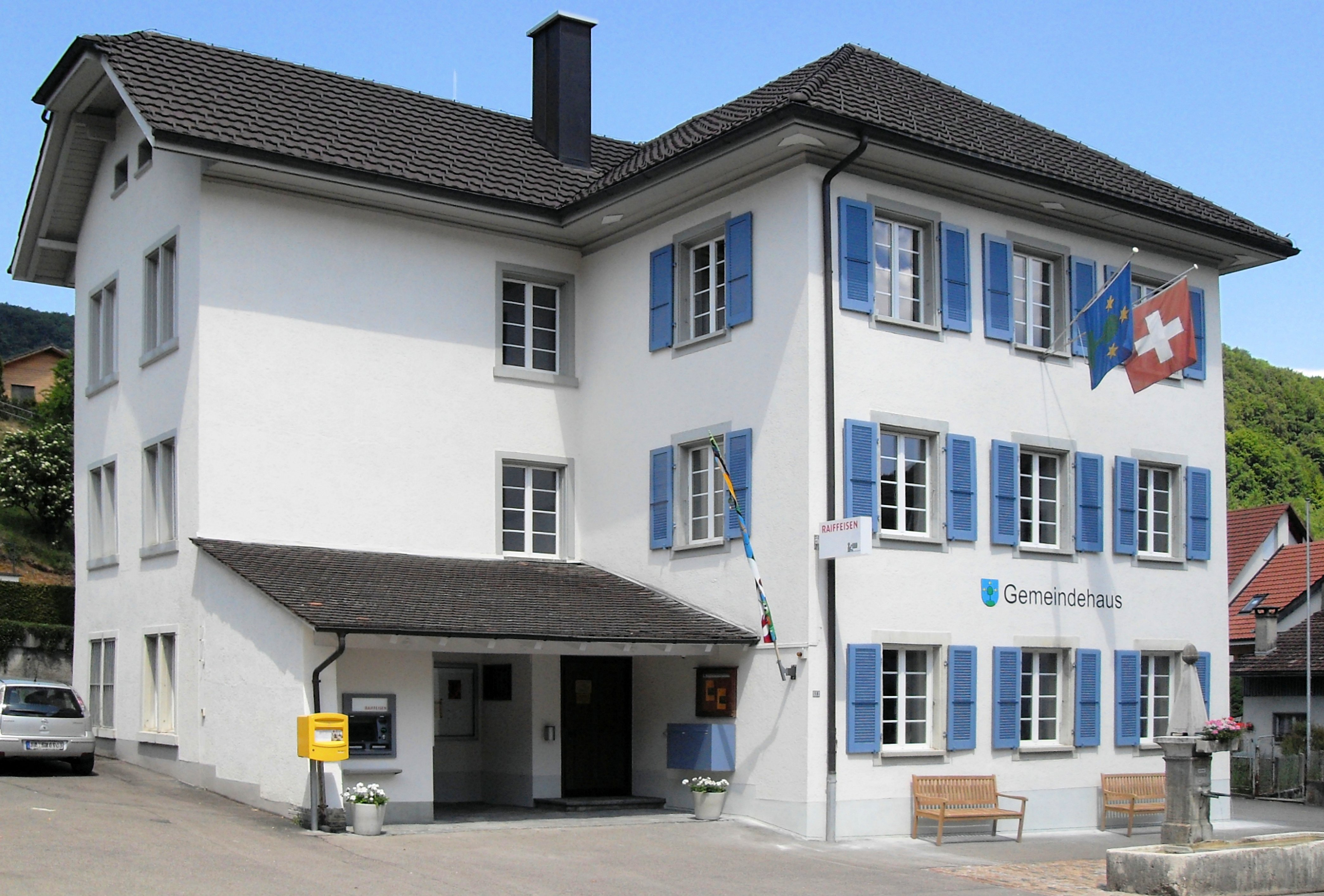
Obecní úřad

Büren leží v nadmořské výšce 441 m, vzdušnou čarou 6 km jihozápadně od města Liestal. Kompaktní obec se rozkládá ve východně orientované kotlině na úpatí gempenské náhorní plošiny v pohoří Tafeljura, u pramene potoka Orisbach, v oblasti Schwarzbubenland.
Území obce o rozloze 6,2 km² pokrývá část severního Jury. Strmé zalesněné svahy tvoří charakteristický znak oblasti Tafeljury s průměrnou výškou 100 až téměř 200 m, z níž vyvěrají různé prameny. Povodí je na severu ohraničeno horami Sternenberg (617 m n. m.) a Schlimmberg (692 m n. m.) a na jihu Horn (633 m n. m.). Západní hranice obce probíhá většinou po hraně svahů, kde se rovněž nacházejí skalní stěny, zejména v oblasti Bürenflue (nejvyšší bod Bürenu 727 m n. m.) a Spitzenflüeli (709 m n. m.). K Bürenu patří také malá část gempenské náhorní plošiny východně od Chälenu.
Oblast je na východě odvodňována potokem Orisbach do řeky Ergolz. Východní okraj údolí Oristal neboli Ruestel s přibližně 250 m širokým plochým dnem údolí tvoří východní hranici obce. Na jihu se území obce rozprostírá přes kotlinu Rotengrund až k severnímu svahu Holzenbergu. V roce 2014 tvořila 7 % rozlohy obce zastavěná plocha, 46 % lesy a lesní pozemky, 46 % zemědělství a o něco méně než 1 % neproduktivní půda.
Sousedními obcemi jsou Seewen, Hochwald, Gempen a Nuglar-St. Pantaleon v kantonu Solothurn a Lupsingen a Ziefen v kantonu Basilej-venkov.

## Historie

Letecký pohled (1948)

Území obce Büren bylo osídleno již v římské době, což dokládají pozůstatky římského vodovodu a různé nálezy mincí. První písemná zmínka o obci pochází z roku 1174 a nese název Buren. Později se objevily názvy Buoron (1194), Burron (1225) a Bürren (1425). Název místa je odvozen od starohornoněmeckého slova bur (malý dům, stavení, obydlí) a znamená „u domů“ nebo „ve vsi“.
Ve vrcholném středověku patřil Büren hrabatům z Pfirtu. Severní část obce pak připadla basilejskému biskupství, které ji předalo jako léno pánům ze Sternenfelsu, kteří založili malé panství Büren. Naproti tomu jižní část připadla jako rakouské léno rodu Thiersteinerů. Od roku 1489 patřily obě části Thiersteinským, kteří v roce 1502 prodali panství Büren Solothurnu. Obec byla následně přiřazena k hejtmanství Thierstein a soudnímu okresu Ob dem Berg. Po pádu Staré konfederace (1798) patřil Büren v helvétském období k okresu Dornach a od roku 1803 k okresu Dorneck.

## Obyvatelstvo
| Vývoj počtu obyvatel | Vývoj počtu obyvatel | Vývoj počtu obyvatel | Vývoj počtu obyvatel | Vývoj počtu obyvatel | Vývoj počtu obyvatel | Vývoj počtu obyvatel | Vývoj počtu obyvatel | Vývoj počtu obyvatel | Vývoj počtu obyvatel | Vývoj počtu obyvatel | Vývoj počtu obyvatel | Vývoj počtu obyvatel | Vývoj počtu obyvatel | Vývoj počtu obyvatel | Vývoj počtu obyvatel | Vývoj počtu obyvatel | Vývoj počtu obyvatel | Vývoj počtu obyvatel | Vývoj počtu obyvatel |
| -------------------- | -------------------- | -------------------- | -------------------- | -------------------- | -------------------- | -------------------- | -------------------- | -------------------- | -------------------- | -------------------- | -------------------- | -------------------- | -------------------- | -------------------- | -------------------- | -------------------- | -------------------- | -------------------- | -------------------- |
| Rok                  | 1739                 | 1798                 | 1850                 | 1860                 | 1870                 | 1880                 | 1888                 | 1900                 | 1910                 | 1920                 | 1930                 | 1941                 | 1950                 | 1960                 | 1970                 | 1980                 | 1990                 | 2000                 |                      |
| Počet obyvatel       | 270                  | 316                  | 611                  | 634                  | 663                  | 559                  | 550                  | 546                  | 495                  | 501                  | 531                  | 568                  | 548                  | 561                  | 538                  | 539                  | 704                  | 870                  |                      |

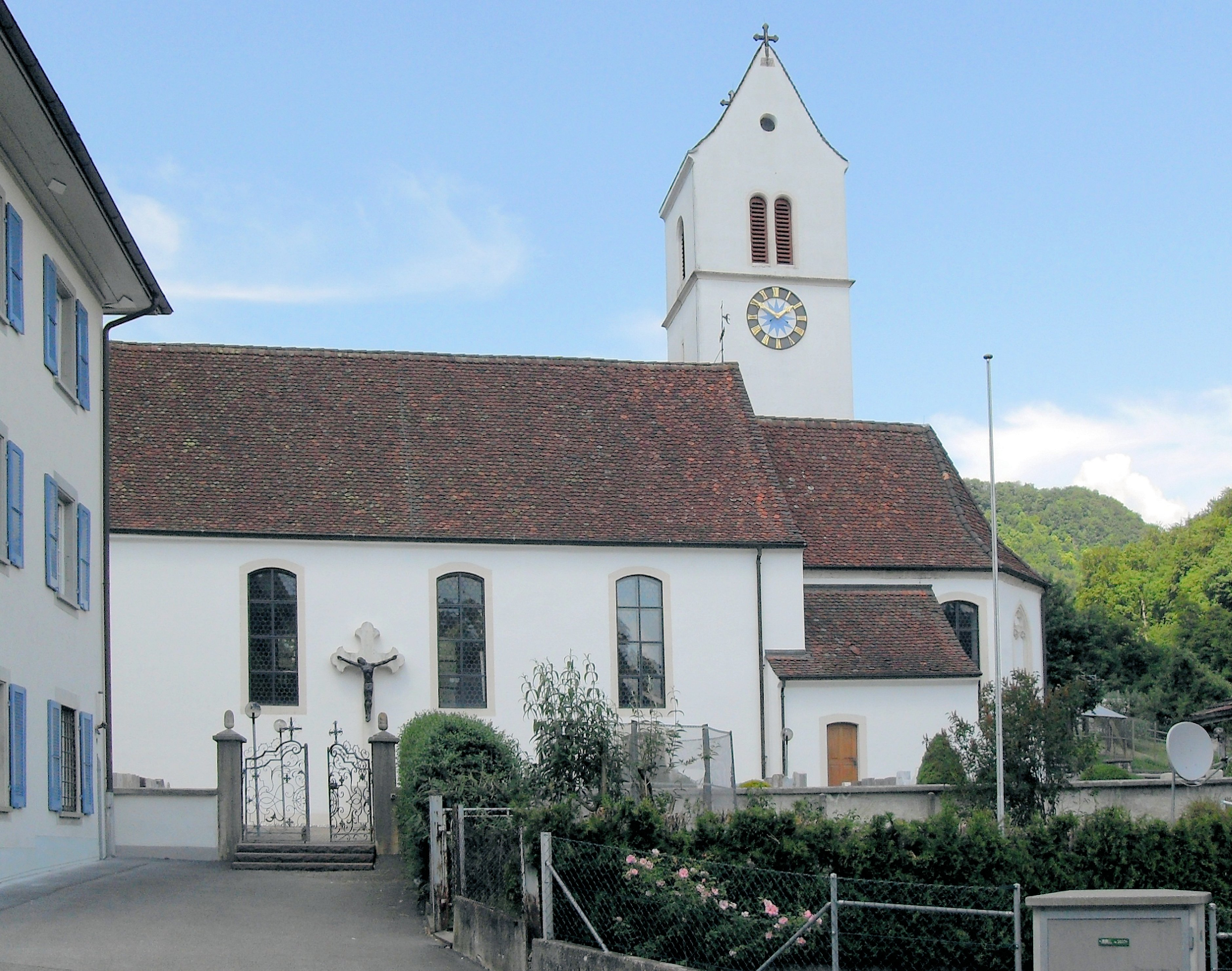
Kostel

96,1 % obyvatel mluví německy, 1,4 % italsky a 0,9 % srbochorvatsky (stav v roce 2000). V roce 1850 žilo v Bürenu celkem 611 obyvatel a v roce 1900 546 obyvatel. V průběhu 20. století se počet obyvatel pohyboval mezi 490 a 570 obyvateli. Teprve od roku 1980 (539 obyvatel) došlo k výraznému nárůstu počtu obyvatel.

## Hospodářství
Až do druhé poloviny 20. století byla obec Büren charakteristická především zemědělstvím. Od 15. století byla vodní síla potoka využívána k provozu mlýna. V 19. století bylo rozšířeno podomácku tkané hedvábné stuhy, existovala zde také továrna na hedvábné stuhy a továrna na kartáče. I dnes hraje v obživě obyvatelstva důležitou roli zemědělství, ovocnářství (hlavně pěstování třešní a výroba pálenky), chov dobytka a mlékárenství. V minulosti bylo významné také vinohradnictví na jižním svahu Sternenbergu; většina vinic již byla zrušena.

## Doprava
Obec se nachází mimo hlavní dopravní tepny na spojovací silnici z Liestalu do Seewenu. Obec je napojena na veřejnou dopravní síť prostřednictvím autobusové linky Postauto, která jezdí z Liestalu do Bürenu, případně také do Laufenu.

## Osobnosti
- Walther Stampfli (1884–1965), politik a švýcarský spolkový prezident pro rok 1944